# Lew Wyld
Lewis Arthur „Lew“ Wyld (* 15. Juli 1905 in Tibshelf, Derbyshire; † 16. Februar 1974 in Bakewell, Derbyshire) war ein britischer Radrennfahrer und nationaler Meister im Radsport.

## Sportliche Laufbahn
Wyld war Teilnehmer der Olympischen Sommerspiele 1928 in Amsterdam. Bei den olympischen Wettbewerben im Bahnradsport startete er mit dem britischen Vierer und gewann gemeinsam mit Harry Wyld, Percy Wyld und Monty Southall die Bronzemedaille in der Mannschaftsverfolgung.
Mit seinen drei Brüdern Harry, Percy und Ronald gewann er den nationalen Titel in der Mannschaftsverfolgung in den Jahren 1926 bis 1928. Wyld war 1925 der 25-Meilen-Champion der N.C.U.

## Berufliches
Wyld arbeitete als Polizist in Derby, später in Manchester.

## Familiäres
Seine drei Brüder Harry Wyld, Percy Wyld und Ronald Wyld sowie sein Vater waren ebenfalls Radrennfahrer.